# Bob Harris (cestista)
Robert Anderson Harris, detto Bob (Linden, 16 marzo 1927 – Tupelo, 10 aprile 1977), è stato un cestista statunitense, professionista nella NBA.

## Carriera
Nel suo anno da senior all'Oklahoma State University, Harris fu selezionato per la seconda squadra All-American della NCAA AP. Venne selezionato dai Fort Wayne Pistons al primo giro del Draft BAA 1949 (3ª scelta assoluta).Il 19 dicembre 1950, fu scambiato ai Boston Celtics in cambio di Dick Mehen. Il 16 ottobre 1954, Harris fu nuovamente scambiato ai Pistons in cambio di Fred Scolari, ma non ebbe più tempo di gioco con i Pistons per il resto della stagione. Nella sua carriera in NBA, Harris ha mediato 6,8 punti e 6,9 rimbalzi per partita.
Dopo essersi ritirato dalla NBA, si trasferì a Jackson, Mississippi, dove lavorò in un impianto di produzione di pollo della zona. Morì di cancro ai polmoni all'età di 50 anni.

## Palmarès
- NCAA AP All-America Second Team (1949)